# 鹿児島ふれあいスポーツランド
鹿児島ふれあいスポーツランド（かごしまふれあいスポーツランド）は、鹿児島県鹿児島市中山町にある都市公園（総合公園、運動公園）。

## 概要
身近なスポーツやレクリエーション活動を通じて、気軽に心身のリフレッシュや健康づくりを楽しめるとともに、利用者同士のコミュニケーションの形成が図れるスポーツ・レクリエーションの拠点となることを基本目標に建設された。1998年（平成10年）都市計画決定が行われ、2004年（平成16年）10月に鹿児島市営の運動公園として開園した。
その後、未整備となっていた土地を鹿児島県が市から買い取り、2014年に県営のサッカー・ラグビー場（鹿児島県立サッカー・ラグビー場）を完成させたことから、全体面積507,000 m2のうち、約8割の402,000 m2を鹿児島市が、105,000 m2を鹿児島県が管理する形となっている。単に「鹿児島ふれあいスポーツランド」というと市の管理部分を指すことが多い。
開園以来、セイカスポーツセンターが指定管理者として運動施設の管理運営を行っていたが、2019年（平成31年）1月に行われた指定管理者の再選定において、南国殖産が同年4月以降の指定管理を担うことになった。なお、県立サッカー・ラグビー場は引き続きセイカスポーツセンターが指定管理を行っている。
毎年2月にはJリーグの清水エスパルスがここでキャンプを行っている（県立サッカー・ラグビー場と合わせて使用）他、2015年度からJFA 全日本U-12サッカー選手権大会決勝大会が同地で開催されている。

## 歴史
- 2004年10月16日 - 開園。
- 2014年2月1日 - 敷地内にサッカー場・ラグビー場が完成。

## 施設
詳しくは 公式サイト施設案内 を参照。
鹿児島県立サッカー・ラグビー場
天然芝2面・人工芝1面を有する球技場。2014年2月1日竣工・開業
芝生広場・クレイ広場
市管理部分における主要施設。サッカー・ラグビーが2面確保可能な天然芝グラウンドと、ソフトボール4面または軟式野球2面が確保可能な土のグラウンド。
屋内プール
25ｍプール、子供プール、幼児プール、ウォータースライダーと歩行浴こーす、温泉保養コーナー（天然温泉）を有する。
屋内運動場
70ｍ×40ｍの砂入り人工芝の屋内運動場で、テニス4面またはフットサル2面が確保可能。
トレーニング室・EXスタジオ
その他の施設（無料共用施設）
- ふれあい広場
- 林間スポーツ広場
- ジョギングコース
- 噴水広場
- 花の広場
- 草そりの丘
- 遊具広場
- 渓流の散歩道
- 親水広場

## ギャラリー

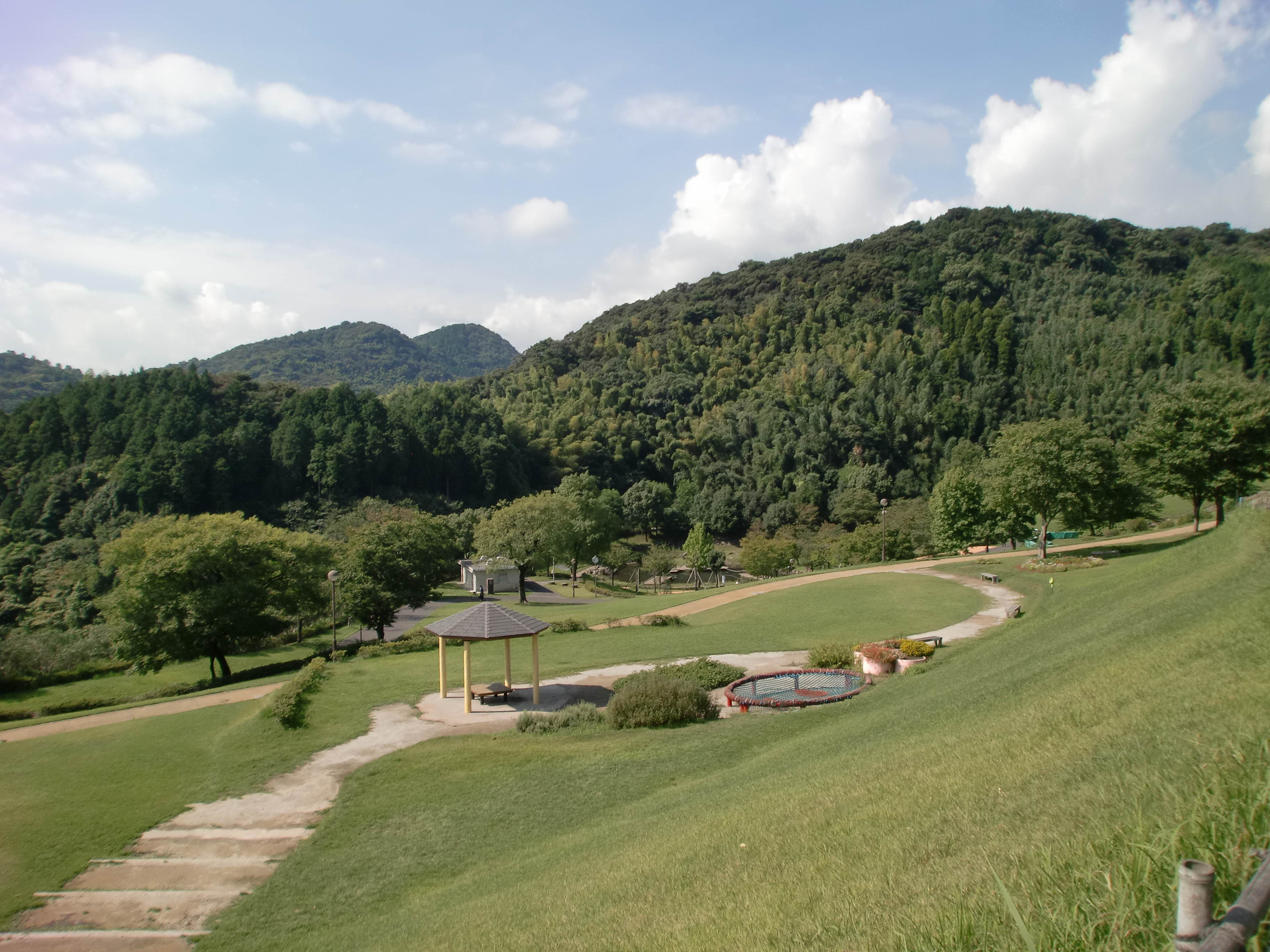
ピクニックの丘及び親水広場を望む
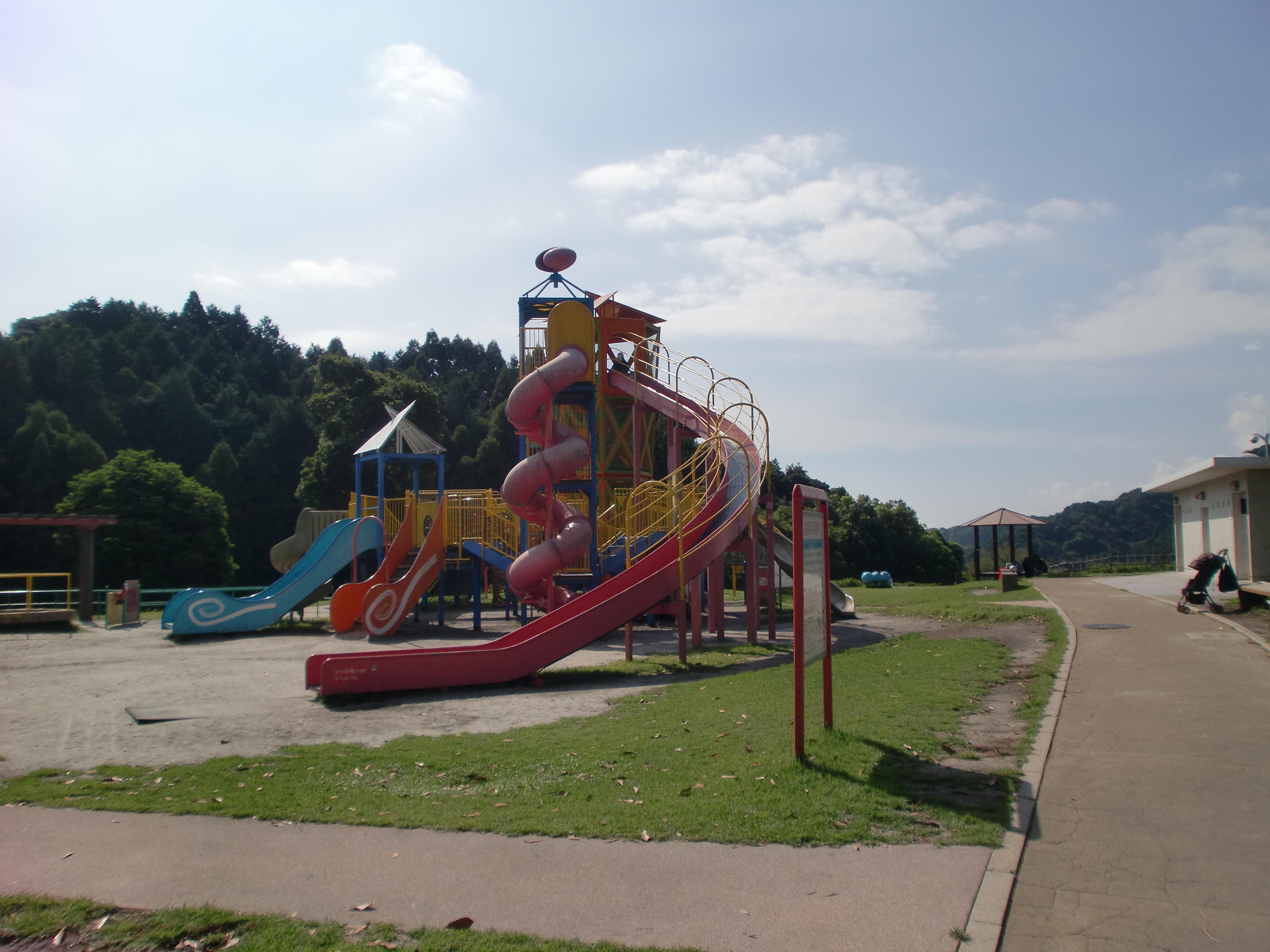
遊具広場
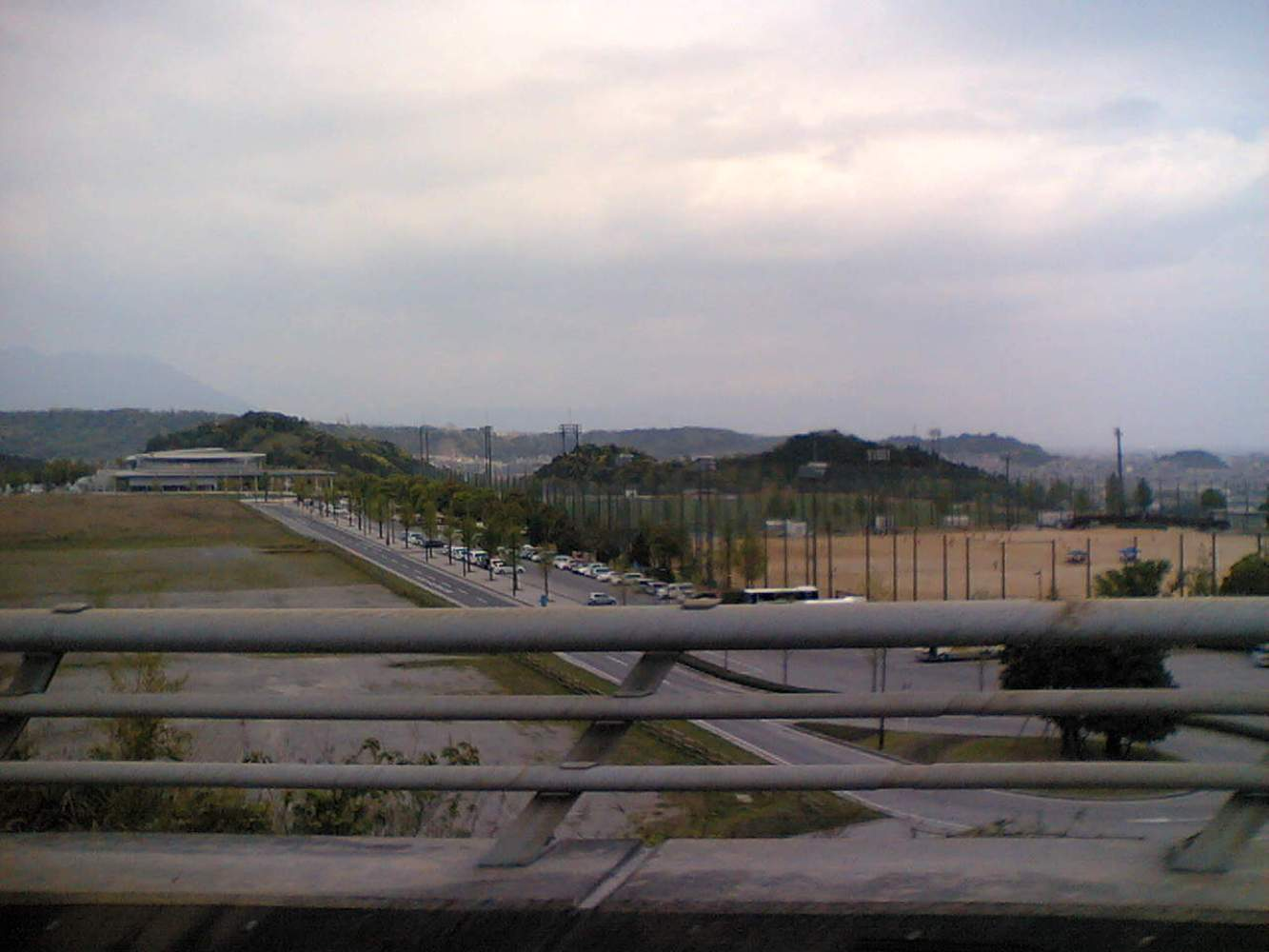
指宿スカイラインから全体を眺望する
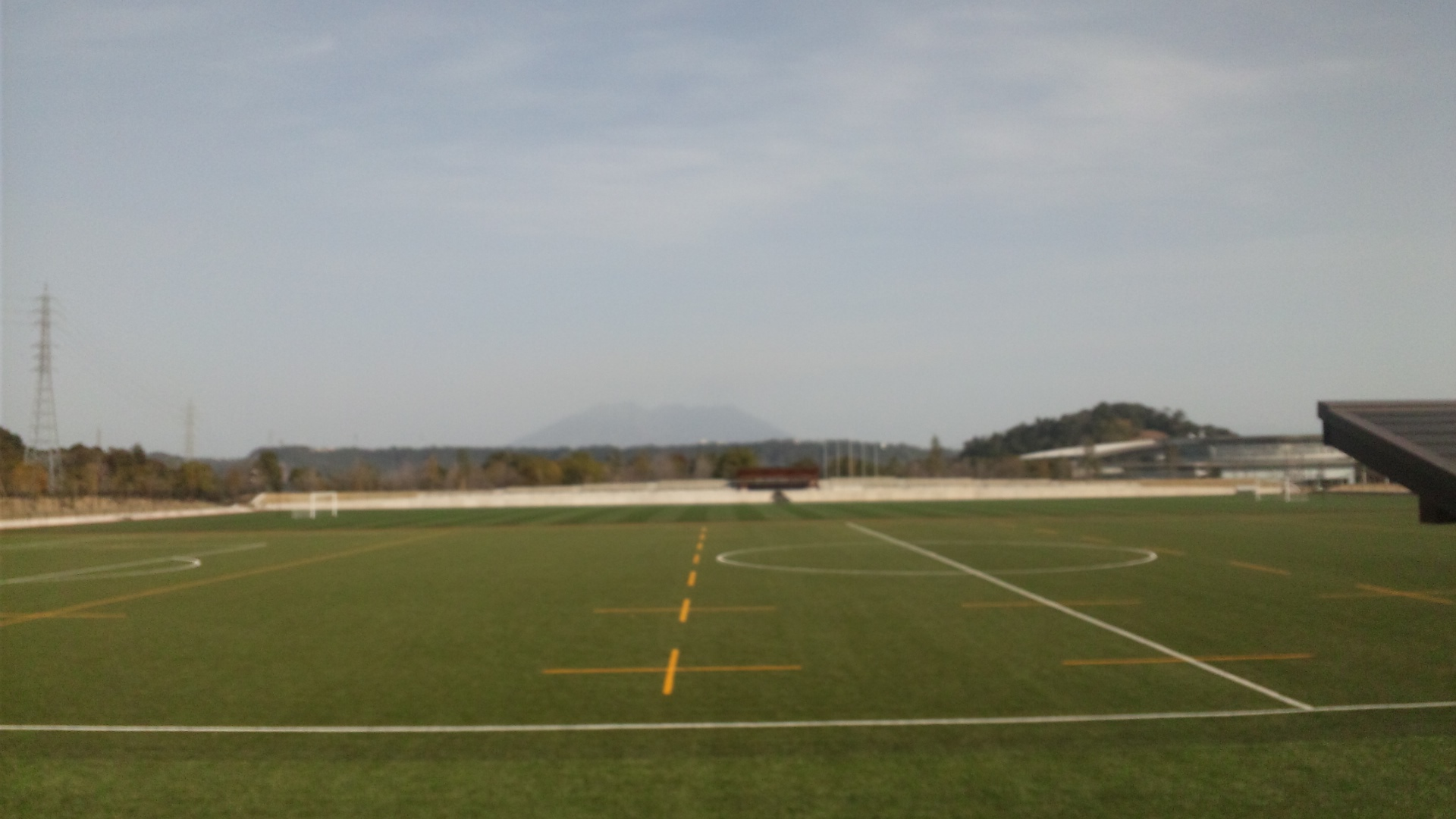
サッカー・ラグビー場の画像(B,Cコート)

## アクセス
- JR鹿児島本線 広木駅、JR指宿枕崎線 谷山駅、鹿児島市電1系統 谷山電停から鹿児島市コミュニティバス「ふれあいスポーツランド」下車、又はタクシー
- 天文館から鹿児島交通バス8番線「ふれあいスポーツランド」行きで終点下車
- JR鹿児島中央駅から車で約30分
- 指宿スカイライン 中山ICからすぐ

## 周辺
- 皇徳寺ニュータウン
- 中山IC